# Paniek (boek)
Paniek is een psychologische kinderroman uit 2001 van Carry Slee. Het boek won in 2003 de Prijs van de Jonge Jury.

## Inhoud
De hoofdpersoon in het verhaal wordt lastiggevallen door de zoon van haar moeders nieuwe vriend. Hij begluurt haar en komt haar ook op andere manieren te na. Ze voelt zich niet meer veilig in haar eigen huis. Ze durft er echter met niemand over te praten. Ze is verliefd op een andere jongen, en hij op haar. Ze weten het alleen niet van elkaar.
De andere jongen ontdekt dat zijn beste vriend homo is. Hij maakt ruzie met hem en de hele klas komt erachter. De drie pesters van de klas tuigen de vriend af. 